# Mihovil Čerina
Mihovil Čerina (Split, Hrvatska, 24. studenog 1978.) je hrvatski heavy metal glazbenik. Najpoznatiji je kao ritam gitarist splitskog heavy metal sastava Ultimatum. 

## Ultimatum
Godine 2001., zajedno s vokalistom Matom Vukorepom osnovao je sastav Ultimatum te u istomu svira ritam gitaru dan danas.